# Абдаллах ібн Манкут
Абдаллах ібн Манкут (*д/н — бл. 1065) — емір Драпанської тайфіи у 1053—1065 роках.

## Життєпис
Належав до знатного берберського роду. Разом з еміром Абдаллахом брав участь у війні проти Візантії у 1038—1040 роках. Згодом перейшов на бік еміра Хасана II, отримавши каїдство в Драпанумі.
1044 році підтримав повстання інших каїдів проти еміра, до 1050 року ставши фактично незалежним, володіючи Драпаном, Марасою, долиною річки Мацара. Після втечі Хасана II у 1053 році до Мальти оголосив себе еміром. Номінально встановив зверхність над Палермо, але там фактично панував тріумвірат каді, каїда та ради знаті. 

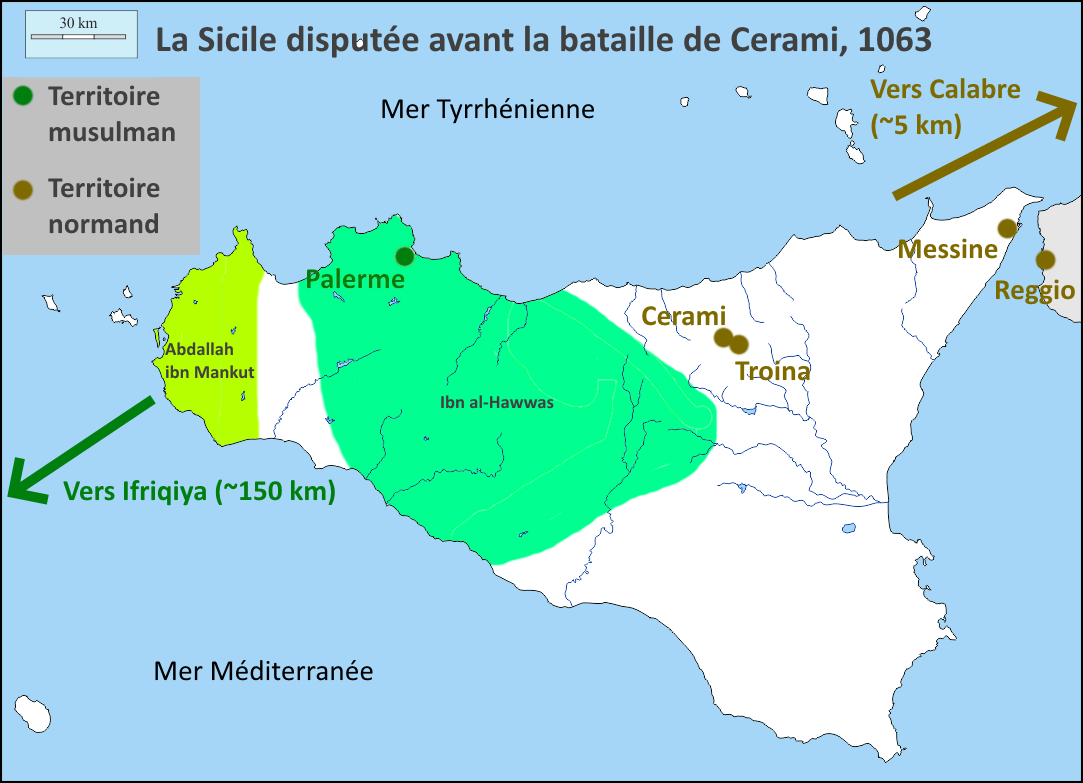
Володіння Абдаллаха ібн Манкута у 1063 році (позначено салатним кольором)

Після 1055 року вступив у конфлікт з Мухаммадом ібн аль-Тумною, але зазнав поразки. Втратив більшу частину володінь, але зберіг за собою Драпан, Масралу й частину Мацари.
1063 році військами підтримав вторгнення Зірідів, сподіваючись на їхню підтримку проти норманів і Ібн аль-Тумни. Втім близько 1065 року був повалений зірідським військовиком Айюбом ібн Тамімом. 